# London Dungeon

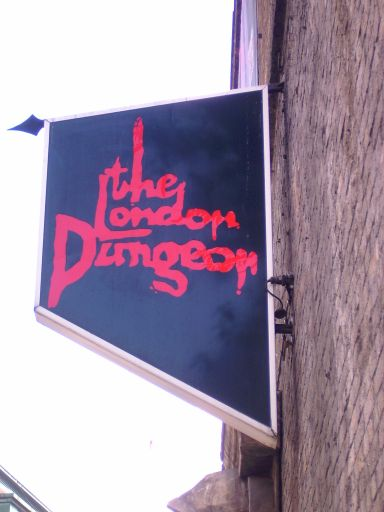
Eingangsschild des London Dungeon

Der London Dungeon ist ein Gruselkabinett der Marke The Dungeons in London. Es wurde 1974 eröffnet und befindet sich seit März 2013 in der Westminster Bridge Road und der Promenade Queen’s Walk im Stadtteil Bankside (Southwark). Zuvor war es viele Jahre in der Tooley Street unterhalb der Gleise des Bahnhofs London Bridge Station untergebracht.
Der London Dungeon thematisiert die blutige Geschichte Englands der vergangenen tausend Jahre. Enthalten sind Ausstellungen über die Große Pest von London, den Großen Brand von London, Jack the Ripper, Sweeney Todd, Bloody Mary und Alexander Bean.
Es sind Schauspieler angestellt, um als Monster oder andere Kreaturen die Besucher mit Schreckerlebnissen zu unterhalten, wozu auch das Anniesen durch eine vermeintlich pestkranke Frau zählt. Am 31. Oktober jedes Jahres findet im London Dungeon eine Halloween-Party statt.
Eigentümer des London Dungeon ist die Merlin Entertainments Group. Ähnliche Betriebe gibt es als The Amsterdam Dungeon, York Dungeon, Berlin Dungeon, Hamburg Dungeon und Edinburgh Dungeon sowie im Blackpool Tower.